# Owen Hills
Owen Hills är en kulle i Antarktis. Den ligger i Östantarktis. Nya Zeeland gör anspråk på området. Toppen på Owen Hills är 1 421 meter över havet.
Terrängen runt Owen Hills är huvudsakligen lite bergig. Trakten är obefolkad. Det finns inga samhällen i närheten. 